# Sébastien Lucemburský
Princ Sébastien Lucemburský (Sébastien Henri Marie Guillaume; * 16. duben 1992) je pátým a nejmladším dítětem lucemburského velkovévody Henriho a jeho ženy Marie Teresy. Jeho kmotry jsou jeho bratr princ Guillaume a princezna Astrid Belgická.
Kromě Guillaumea má ještě další dva bratry - prince Félixe a prince Louise - a sestru - princeznu Alexandru. V současné době je devátý v pořadí na lucemburský trůn po svých dvou starších bratrech, jejich dětech a sestře; princ Louis se vzdal svých nároků.
Studoval v Lucembursku a Velké Británii. Momentálně studuje marketing v USA. Hovoří plynně lucembursky, francouzsky, německy a anglicky, také umí dobře španělsky. Je patronem plavecké asociace Fédération luxembourgeoise de natation et de sauvetage.